# K002
K002（けー ぜろぜろに）は、京セラが日本国内向けに開発した、auブランドを展開するKDDIおよび沖縄セルラー電話のCDMA 1X WIN（後のau 3G）対応携帯電話である。製造型番はKY002（けーわい ぜろぜろに）。

## 概要
主に30～40歳代のユーザー層を対象とした音声用端末であり、2011年6月現在の時点において、同キャリア向けのワンセグ対応の折りたたみ式の音声用端末としては最薄を誇る（最厚部を含む）。そのほか、EZ FeliCa（おサイフケータイ）やかつての三洋電機（大阪、のちの京セラSANYOブランド）製、並びに鳥取三洋電機（現・三洋テクノソリューションズ鳥取）製音声用端末のごく一部に装備されていた「とじるとロック」「オートロック」「ICレコーダー」などの機能を備えている。

## 沿革
- 2009年2月10日 - テュフ・ラインランド・ジャパンより設計認証。
- 2009年5月25日 - KDDI、および京セラより公式発表。
- 2009年5月29日 - 関東地区を除く全国にて一斉発売。
- 2009年5月30日 - 関東地区にて発売。
- 2011年2月 - 販売終了。
- 2022年3月31日（予定） - 3Gサービスの完全終了・完全停波により当端末は利用不可となる[4]。

## 主な機能・対応サービス
- すぐ文字
- とじるとロック
- オートロック
- ICレコーダー

| 主な機能・対応サービス                                                                  | 主な機能・対応サービス                                               | 主な機能・対応サービス                    | 主な機能・対応サービス                               |
| --------------------------------------------------------------------------------------- | -------------------------------------------------------------------- | ----------------------------------------- | ---------------------------------------------------- |
| LISMO! (着うたフル) (着うたフルプラス) (LISMOビデオクリップ) (LISMO Video) (LISMO Book) | EZケータイアレンジ                                                   | バーコードリーダー&メーカー               | PCサイトビューアー                                   |
| EZチャンネル EZチャンネルプラス                                                         | EZニュースフラッシュ EZニュースEX （Web版のみ対応）                  | Touch Message                             | EZFeliCa                                             |
| PCサイトビューア                                                                        | じぶん銀行アプリ                                                     | EZアプリ(BREW)                            | オープンアプリプレイヤー                             |
| ケータイ de PCメール                                                                    | デコレーションメール                                                 | デコレーションアニメ                      | au one メール                                        |
| EZナビウォーク                                                                          | EZ助手席ナビ                                                         | 安心ナビ                                  | 災害時ナビ                                           |
| 移動経路通知                                                                            | 居場所通知                                                           | グローバルパスポート （レンタルサービス） | au Smart Sports （Karada Manager） (Run&Walk) (Golf) |
| EZブック                                                                                | 赤外線通信(IrDA) auフェムトセル (別途、ケータイアップデートにて対応) | au BOX                                    | PCドキュメントビューアー                             |

など

## 不具合および新機能の追加
2010年6月24日に以下の新機能の追加がケータイアップデートにより行われた。
- 宅内用小型基地局「auフェムトセル」に対応した。

## 評判
デザインだけでなく端末本体そのものの質感、ならびに機能面、レスポンスを含む操作性、使用感、携帯性などにおいても比較的バランスがとれており、携帯性と実用性に優れた機種としてITmediaのau向けの携帯売り上げランキングにおいては安定した売上を確保している。ちなみに2011年6月現在の時点において同キャリア向けの2009年度に発表および発売された機種としては一番のベストセラーモデルとなっている。

## 問題点
同社独自の「スピンフィニッシュ加工」を施された端末本体の液晶パネル側のステンレス製の背面部周辺（「K002」のロゴが刻印されている側）の塗装が非常に脆く、通常の扱い方でも購入してから数日〜数ヶ月後に塗装面が大きく剥がれ、下地部分が大きく露出したり、また、大きく目立つような擦り傷や引っかき傷が付くといった不具合も生じている。京セラでは2009年度後半の製造ロットより対策版を出荷しているものの、依然として症状はほとんど改善されておらず、仕様上の解決困難な不具合となっている。なお、KDDIおよび京セラでも製品保証期間内であれば無償修理（対策版外装部品への交換）（※対応は全てではなく、対象製造番号のみ。しかし症状は対応以降の製造番号でも発生）で対応しているが、対策品においても同様の問題が生じているため解決できない。（参考コメントおよび参考画像（1）、参考画像（2）、参考画像（3））
また他機種に比べ基板の集積度が高すぎるゆえに、発熱・外気温の影響を受けやすく夏場は故障する確率が高い。

## 注
1. ↑  2012年7月23日より利用不可
2. ↑  最厚部は13.5mm。
3. ↑  そのためか、同キャリア向けのKYOCERAブランド機としては先行発売されたK001（KY001）およびNS01（KYX01）同様、旧・三洋電機（大阪）携帯電話開発チームとの合同開発となっている。
4. ↑  「CDMA 1X WIN」サービスの終了について - KDDI 2018年11月16日
5. ↑  
ケータイアップデートのお知らせKDDI 2010年6月24日
6. ↑  2009年10月12日から10月18日までの同キャリア向けの携帯販売ランキングにおいて初めての首位を獲得している（GfK Japan調べ）。
7. ↑  本端末を特に丁寧に扱った場合であれば塗装面が大きく剥離する事はまず少ない。